# Johann Heinrich Westphal
Johann Heinrich Christoph Westphal (* 31. Januar 1794 in Schwerin; † 24. September 1831 auf Sizilien) war ein deutscher Privatgelehrter, Astronom und Schriftsteller.

## Leben
Westphal war der jüngste Sohn des Schweriner Domorganisten und Mathematiklehrers Johann Jacob Heinrich Westphal.
Nach seiner Gymnasialschulzeit schloss er sich 1813 dem Lützow’schen Freicorps an und kämpfte als Offizier in Frankreich.
Anschließend studierte er in Göttingen, wo er 1817 mit einer geschichtlich-kritischen Schrift über das Kräfteparallelogramm (Demonstrationum Compositionis virium expositio de iisque judicium, Göttingen 1817) den Doktorgrad erwarb. Nach einer Lehrerstelle an Johann Peter Hundeikers Erziehungsanstalt, dem Philanthropin in Vechelde, war er am Gymnasium von Danzig drei Jahre lang Professor der Mathematik und wechselte dann nach Stettin, wo er Vorträge über Astronomie hielt.
Westphal reiste 1822 zuerst nach Ägypten, um sich sodann als Privatgelehrter in Neapel niederzulassen. Weitere Studienreisen unternahm er sowohl am Nil als auch in Italien, wo er im Alter von 37 Jahren auf Sizilien auf dem Wege von Syrakus nach Termini eine heftige Kolik erlitt und verstarb.

## Schriften
- Naturwissenschaftliche Abhandlungen. Danzig 1820.
- Leben, Studien und Schriften des Astronomen Johannes Hevelius. Danzig 1820. (Digitalisat)
- Logarithmische Tafeln. Königsberg 1821; archive.org.
- Übersetzung der Lezioni elementari di astronomia von Giuseppe Piazzi, 2 Bände, Berlin 1822.
- Astrognosie. Berlin 1822.
- Nikolaus Kopernikus. Wallis, Konstanz 1822; archive.org.
- Guida per la Campagna di Roma. Rom 1827.
- Spatziergang durch Kalabrien und Apulien. Konstanz, 1828; archive.org.
- Die römische Kampagne in topographischer und antiquarischer Hinsicht dargestellt. Berlin 1829; archive.org.